# Observatorio de Königsberg
El Observatorio de Königsberg (en alemán: Sternwarte Königsberg; Königsberger Universitätssternwarte) fue un observatorio astronómico e instalación de investigaciones que se adjuntó a la Universidad Albertina en Königsberg, que ahora es Kaliningrado, Rusia. El observatorio fue destruido por el bombardeo de la Royal Air Force en agosto de 1944 durante la Segunda Guerra Mundial. 

## Descripción

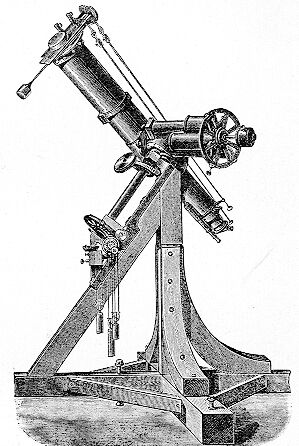
Heliómetro de Fraunhofer

Fundado en 1810 y comenzó a funcionar en 1813. Los astrónomos más conocidos que usaron el observatorio fueron Friedrich Wilhelm Bessel, Friedrich Wilhelm Argelander, Arthur Auwers y Hermann Struve . En 1838, el paralaje de una estrella fue determinado exitosamente por primera vez por Bessel usando un heliómetro de Fraunhofer. 

## Galería

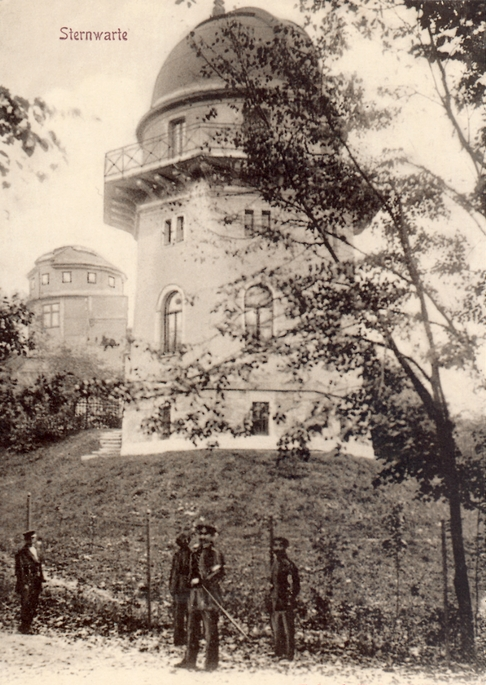
Observatorio Koenigsberg
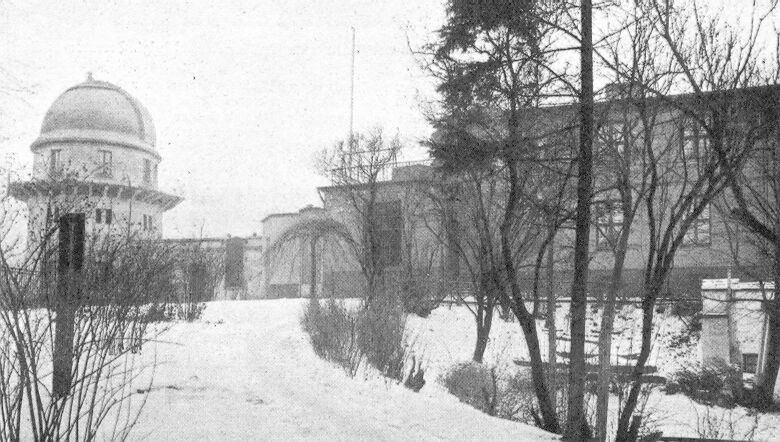
Observatorio (fecha desconocida)
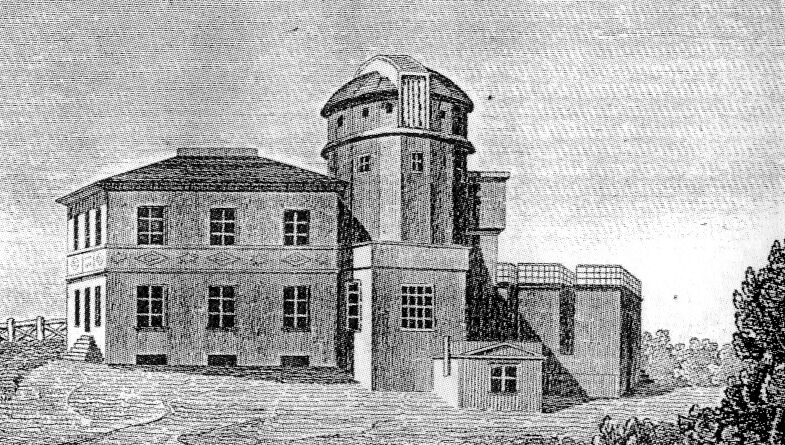
Observatorio en 1830